# 米田實
米田 實（米田 実、まいだ〈まいた〉 みのる、1878年12月7日 - 1948年1月9日）は、大正から昭和前期の日本の新聞記者、ジャーナリスト、外交評論家、国際法学者、外交史学者。東京朝日新聞社（現・朝日新聞社）論説委員長、同社編集顧問、同社初代外報部長。明治大学、立教大学で教授を務め、東京商科大学（現・一橋大学）、法政大学等でも講じた。専門は外交史。法学博士。別名（筆名）米田切水。20世紀前半の日本を代表する国際問題評論家である。

## 人物・経歴
1878年（明治11年）12月7日、福岡県久留米に生まれる。
1893年（明治26年）、中学明善校を中退して上京する。立教学校（現・立教大学）、国民英学会で学ぶ。
その間、国民新聞社の人見一太郎、徳富蘇峰に知られ、人見を通じて勝海舟の知遇を得た。1896年（明治29年）11月に、勝海舟の援助を受けてアメリカ合衆国に渡る。渡米の際には、勝から激励の詩が贈られた。
1897年（明治30年）頃、ローウェル・ハイスクールで学ぶ。
1899年（明治32年）には、日米新聞で活躍し、1904年から1907には同紙の編集長・主筆を務めた。日米新聞のオーナーは、安孫子久太郎であり、安孫子はキリスト教のSF福音会の幹部であったことから、米田もSF福音会においても活動した。
その間、1901年（明治34年）にオレゴン大学を卒業（LL.B.)。オレゴン大学の1年先輩に松岡洋右（後の外務大臣）がおり、盟友となった米田と松岡との交友関係は生涯にわたり続くこととなった。
1903年（明治36年）、アイオワ大学大学院を修了（M.A.政治学)。1904年（明治37年）から1906年（明治39年）にはカリフォルニア大学バークレー校のCollege of Letters（現・人文科学大学院）で学んだ。1906年（明治39年）4月にサンフランシスコ大震災があり、米田の家は全焼し、大学院の中退を余儀なくされた。震災後、日米新聞の復興に専念した。
新聞記者、ジャーナリストとして
1907年（明治40年）夏に帰国後、1908年（明治41年）に東京朝日新聞社（現・朝日新聞社）に外報記者として入社。1911年（明治44年）、初代外報部長に就任。
1915年（大正4年）4月、外報部長を務めながら、ロンドン特派員となる。同年11月16日には、チャーチルに単独会見を行った。フランスにも滞在した。
1916年（大正5年）11月、健康を害して帰国。
1919年（大正8年）7月には、朝日新聞社の株式化に伴い、26人の株主のうちの1人となった。
1922年（大正11年）4月4日、論説委員長、1923年（大正12年）に編集局長代理を歴任し、1924年（大正13年）に再び外報部長を務め、同年12月より編集顧問を務めた。
学者、教育者、国際問題評論家として
上記の新聞記者の傍ら、その後学者、国際問題評論家としても活躍していく。
1920年（大正9年）、明治大学法学部教授に就任し、外交史を教える。1922年、法学博士。
1923年（大正12年）、東京商科大学（現・一橋大学）の講師を兼任。同校教授の上田貞次郎（後の一橋大学学長）とは親交が深かった。
1924年（大正13年）から1925年（大正14年）には、立教大学教授を務めている。
1925年（大正14年）には、立教大学出身の新聞雑誌関係者で組織する『アルファ會』（立教大学記者クラブ）に所属している。
また、1926年（大正15年）には、立教大学教授として立教大学新聞にも『学生諸君に望む』と題して寄稿した。その中で、米田は、学生たちへ向けて、「立教大学の特色として敬重されてきたのは英語力であり、諸君は英語の修練と研究に十分な努力をする必要がある。大学令その他制規の下に立つと、この英語力の長所が没却されやすく、平凡化しやすいが、立教大学が持つ、外国人教授が多いこと、寄宿舎があることの2つの長所は、実用英語を熟達する機会を造るものであり、学生諸君は過去における特色を維持するのみならず、さらに発展させることを望む。」と、自身の海外経験をふまえて英語学習の重要性を伝えた。
1933年（昭和8年）、朝日新聞社を定年退社。
1948年（昭和23年）、明治大学教授のまま逝去。

## 親族
妻の和歌は森島修太郎元高等商業学校（現・一橋大学）教授の長女。

## 主な著作
- 『世界最近の外交』外交時報社出版部 1920年1月1日
- 『現代外交講話』白揚社 1926年6月
- 『世界の大勢』朝日新聞社 1928年11月
- 『太平洋問題』朝日新聞社 1929年10月